# São Domingos (colônia francesa)
São Domingos (em francês:  Saint-Domingue) foi uma colônia francesa nas Antilhas, mais precisamente na ilha de Hispaniola de 1659 a 1804, quando se tornou a nação independente do Haiti.
Os povos arauaques, caribes e tainos ocuparam a ilha antes da chegada dos espanhóis. Quando Cristóvão Colombo tomou posse da ilha em 5 de dezembro de 1492, ele a nomeou-a La Española, significando "A (Ilha) Espanhola". A tradução lusófona de uso comum foi logo Hispaniola.